# Elacatis laticollis
Elacatis laticollis es una especie de coleóptero de la familia Salpingidae.

## Distribución geográfica
Habita en Bacan (Indonesia).